# Petrovirivka
Petrovirivka (en ucraniano: Петровірівка) es un pueblo ucraniano perteneciente al óblast de Odesa. Situado en el suroeste del país, es parte del raión de Berezivka y centro del municipio (hromada) homónimo.

## Toponimia
El nombre del asentamiento en ruso es Petroverovka (en ruso: Петроверовка). Entre 1927 y 2016 se denominó Zhovten (en ucraniano: Жовтень; en ruso: Жовтень) en honor a la Revolución de Octubre, cambiado por las leyes de descomunización de Ucrania.

## Geografía
Petrovirivka está en el valle del río Veliki Kuyalnik, a 21 km de Shiriayeve.

## Historia
Petrovirivka fue fundada en 1814 a lo largo de la carretera que conecta Odesa con Podolia y Volinia, formando parte del uyezd de Tiráspol en la gobernación de Jersón, Imperio ruso. A finales del siglo XIX, sus habitantes judíos la conocían como Poplufsk. Las condiciones de vida y de trabajo contribuyeron al desarrollo de enfermedades profesionales y epidemiológicas y a una alta mortalidad.
En la revolución rusa de 1905, los trabajadores temporeros contratados por los terratenientes para cosechar las cosechas se declararon en huelga, exigiendo salarios más altos. En respuesta, las autoridades enviaron destacamentos punitivos a Petrovirivka y los pueblos circundantes.
Durante la Segunda Guerra Mundial, el pueblo fue ocupado por Rumania entre agosto de 1941 y abril de 1944.
Tras la descomunización en Ucrania, el pueblo pasó de llamarse Zhovten a Petrovirivka en 2016. Petrovirivka fue parte del raión de Shiriayeve hasta 2020, año en el que se hizo una reforma administrativa que redujo el número de raiónes del óblast de Odesa a siete, y la ciudad pasó a ser parte del raión de Berezivka.

## Demografía
La evolución de la población de Petrovirivka entre 1886 y 2001 fue la siguiente:
| 236                                                           | 886 | 3302 | 2954 |
| (Fuente: Cities & Towns of Ukraine y UKRAINE: Größere Städte) |     |      |      |

Según el censo de 2001, la lengua materna de la mayoría de los habitantes, el 84,83%, es el ucraniano; del 6,87% es el ruso; y del 6,87% es el rumano.

## Infraestructura

### Transporte
La carretera comarcal P–71 atraviesa el pueblo y se une a la carretera M-05 al norte del pueblo.